# 台鐵花車

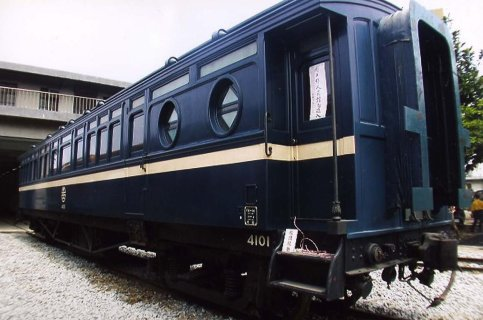
台鐵花車之天皇花車（蔣公專車）

台鐵花車是台灣鐵路管理局與前身的台灣總督府交通局鐵道部專門為首長貴賓打造的高級鐵路車廂，數量共有三輛。該等車輛各有歷史背景與特色，均以特殊華麗內裝著稱，而其車輛編號的SA車型亦為英文「Saloon」簡寫。
因為富有歷史價值，今臺鐵花車已被列管為珍貴資產，除特殊日子（如2012年6月7日台鐵125年鐵路節）開放民眾靜態觀賞外，不再營運或動態行駛。

## 簡介
花車，或稱「花廳車」、「鐵路花車」、「Railway Saloon Car」。
Saloon（沙龍）一詞的原意本是指歐美西方建築物中供賓客自由活動或暫時休憩所用的廳室，由於在用途上和建築物的正式大廳相較之下更具有私密和隨意性質，因此在翻譯到東方時，也使用了中國建築裡的「花廳（非正廳之待客用偏廳）」這個名詞。沿用之下，西式的小型豪華客廳也可被稱為「花廳」。而內部按照高級豪華客廳標準加以裝潢的鐵路車廂，也就被稱為「花廳車」，或簡稱為「花車」。
花車起源於19世紀的鐵路興起時代，該車型並無一定的規範，只是針對鐵路車廂內的設備座椅陳列與內部裝潢加以改良，使其在功能上轉換成可專門提供高貴階級人士如皇帝、國王、總統、總理等首長搭乘；1950年代以前，世界各國之花車均以華麗雅緻精細的內裝著稱，近年來花車則逐漸強調多功能性與便利性。
臺灣鐵路管理局現存的三輛花車，分別於1912年、1904年及1967年完工。其中於日治時期建造的SA4101與SA4102兩輛花車，屬於內裝與外表皆為純人工打造的木造花車，分別被通稱為「天皇花車」與「總督花車」。而1967年專為時任中華民國總統蔣中正而改裝的SA32820，一般被稱為「總統花車」。
2005年8月2日21時30分起，台鐵為因應南港專案鐵路地下化及南港調車場拆除停用而進行準備工作，隨後於8月3日凌晨將這三輛國寶級的花車（25SA4101、20SA4102、35SA32820）以R型柴電機車限速由原南港調車場遷至七堵調車場，設有專用車庫以供停放，其保管單位則仍為搬遷七堵調車場之後的台北檢車段。

## SA4102特別車一號

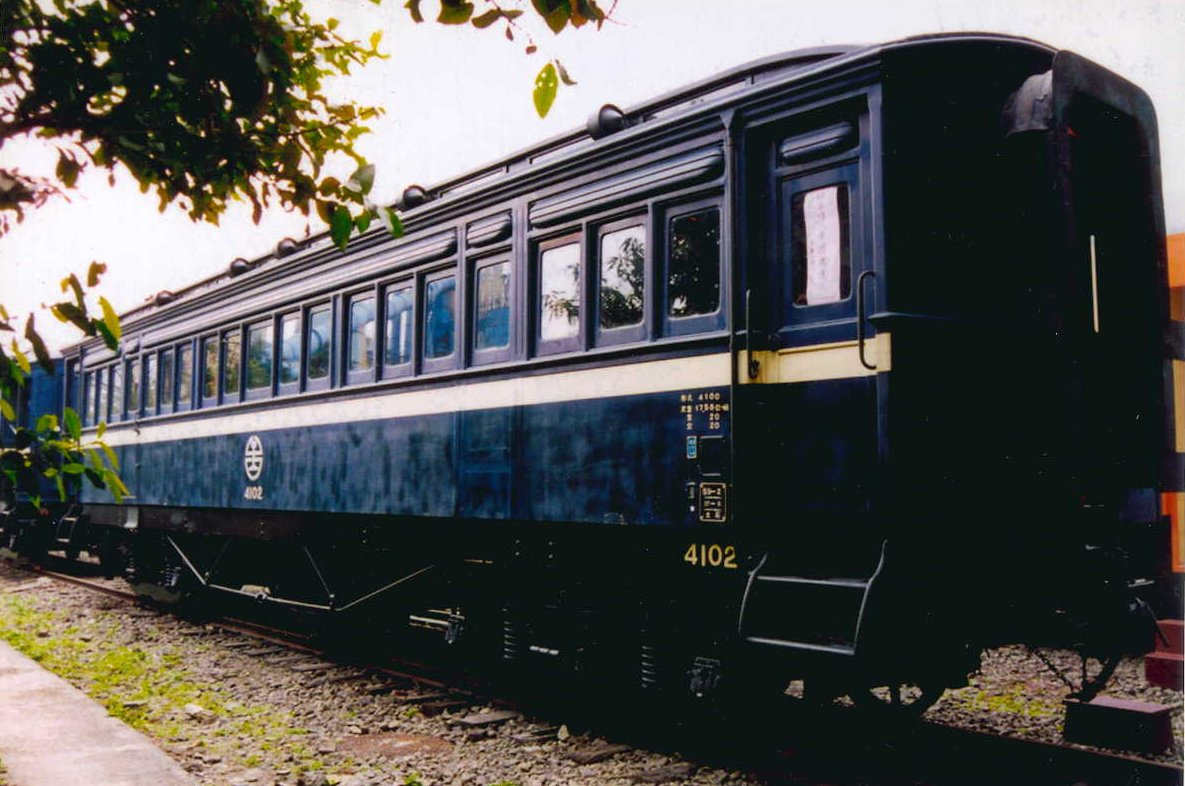
台鐵花車之總督花車

SA4102為臺灣鐵路史上的第一輛花車，由位於臺北北門的台北鐵道工場（日後的臺北機廠）打造出產。在建造過程中，日本臺灣總督府還特別從日本國內商請工匠來臺協助鐵道部以純手工製造車廂之外表與內裝。
1904年，SA4102完工出廠，成為日本台灣總督及貴賓的專用鐵路客廳車，因此也被稱為「總督花車」。一般火車車身長度約在20公尺左右，而SA4102總督花車只有13.9公尺長，其車輛外體則由柚木、檜木等原木打造。
該車廂為臺灣第一輛裝設有電力設備的鐵路客車，因此裝配有電燈、電扇。並由雕花原木隔間出客室、臥室、廁所等空間，而且還有鋪設地毯及窗簾。

## SA4101特別車二號

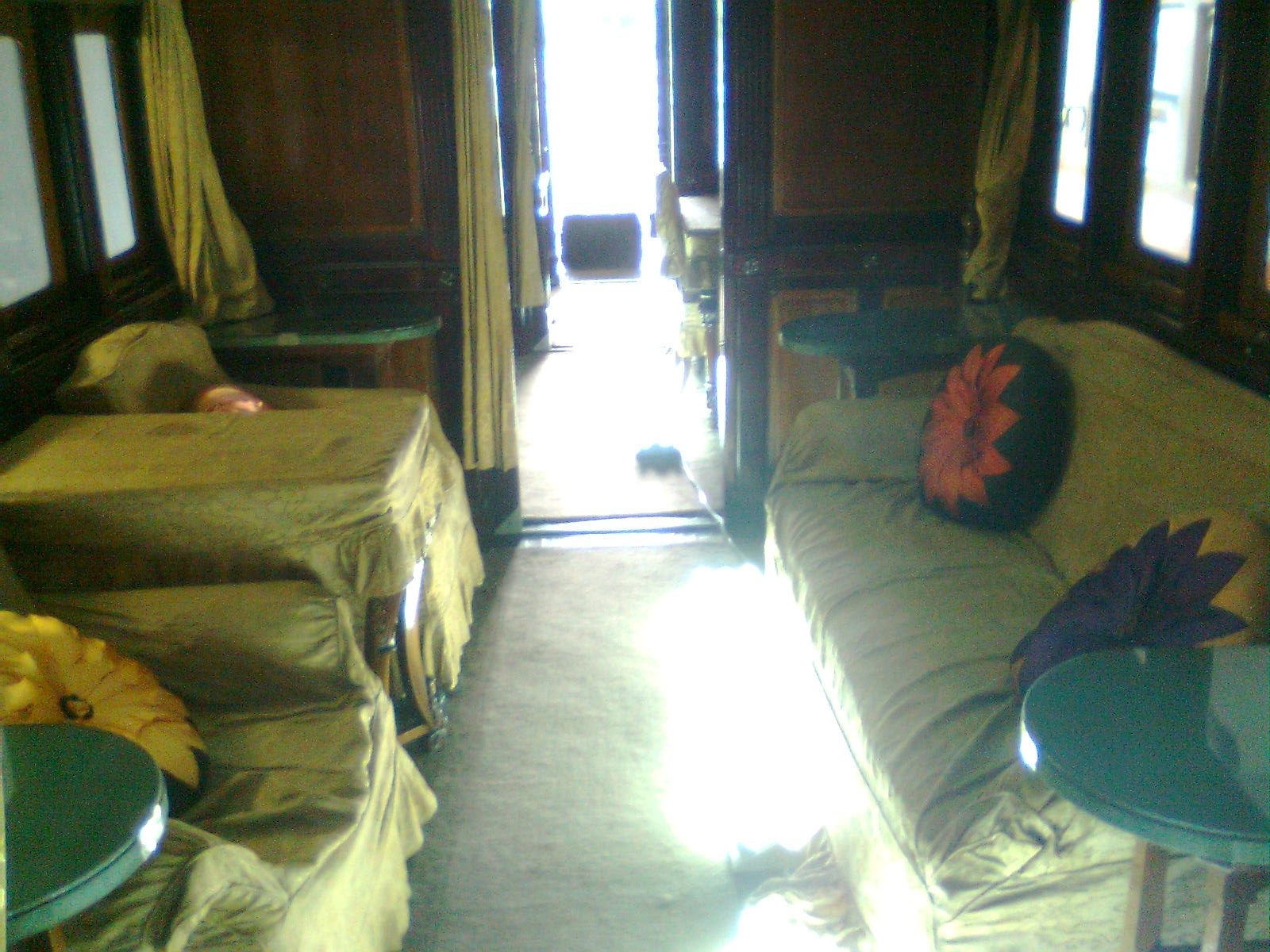
天皇花車之內裝

特別車二號為日治時期由臺北機廠生產，建造完成於1912年，有「軌道上的行宮」之稱。原本是為了日本太子嘉仁（後來的大正天皇）來臺視察所作，但同年明治天皇駕崩、嘉仁即位而與這輛特別車無緣，但仍有日本皇室及貴賓來臺搭乘的記錄。
1923年4月16日至4月28日，當時日本太子裕仁來臺時乘坐此車，從縱貫線最北端的基隆車站出發，一路巡視臺灣西部各地之名勝景點，當時車上佩掛象徵日本皇室的菊花紋章。1935年1月17日至2月1日，朝鮮王朝英親王李垠來台時也搭乘此車，因此車上亦曾配掛李花紋章。至今國立台灣博物館收藏有當時菊花紋章的原件和李花紋章的複製品。
戰後，此車被改為總統專門座車，並進行若干改造（例如將蹲式廁所改為坐式），車身顏色一度從深紅色改漆為中國式的綠色，不久又再度改為臺鐵新標準的深藍色，並加上窗下的白線；原先用來配掛菊花徽章架也拆去，原處改漆上臺鐵路徽，並加漆上車號，成為現時的外觀，亦有「蔣公專車」之別稱。
本花車為三輛花車中內部裝潢最為講究的，除了由檜木與柚木為原料以純手工方式製造的17公尺長車體與裝潢隔間之外，另外也有許多別致的設計，例如在狹小廁所中發揮巧思設置的收合式洗手台，三層的遮陽玻璃窗、紗窗、窗簾布，還有彩繪玻璃式的氣窗、菊花瓣家徽抱枕沙發、蝴蝶造型鏡、罕見的木製兩葉式電扇和現存唯一的「台」字圖案窗等等。
SA4101主室內前後四壁鑲嵌日本明治時期知名畫家川端玉章的花草雕刻畫作，周圍腰壁板的兒玉菊與佐久間龍膽草圖案設計，以及食堂室內有蝴蝶飛舞的鑲嵌壁畫與蝴蝶蘭的圖案設計等。

## SA32820總統花車

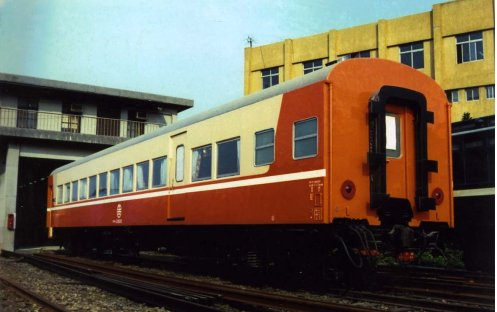
台鐵花車之總統花車（35SA32820）

車籍號碼為SA32820的總統花車，為臺鐵於1967年由台鐵觀光號客車所改裝而來。它本是專門設計為時任總統蔣中正經由鐵路前往各地視察所用的空調車廂，然而蔣中正不曾實際搭乘過；直至南迴線峻工、環島鐵路網完成後，1991年12月13日時任總統李登輝利用該車從事臺灣環島視察行程，是總統花車唯一一次被實際使用的例子。
SA32820總統花車內裝大約分為會議室、會客室、男女兩間臥室以及盥洗室；這個盥洗室保持了1960年代所流行的小方塊瓷磚壁板與地面。是現存唯一保留一公尺窗特色的原觀光號改造車廂。

## 諸元
- 車籍：20SA4102（20是車輛重，SA為SALOON縮寫）

車種：花車
皮重：17.58公噸
換算噸數，空車重：20公噸，重車重（載客時）：20公噸
座位：
長寬高：13.9m，2.6m，3.4m
最高車速：75km/hr
- 車籍：20SA4101

車種：花車
皮重：24.6公噸
換算噸數，空車重：25公噸，重車重：25公噸
座位：
長寬高：16.4m，2.7m，3.6m
最高車速：75km/hr
- 車籍：35SA32820

車種：花車
皮重：31.25公噸
換算噸數，空車重：30公噸，重車重（載客時）：35公噸
座位：30
長寬高：20m，2.8m，3.8m
最高車速：100km/hr

## 備註

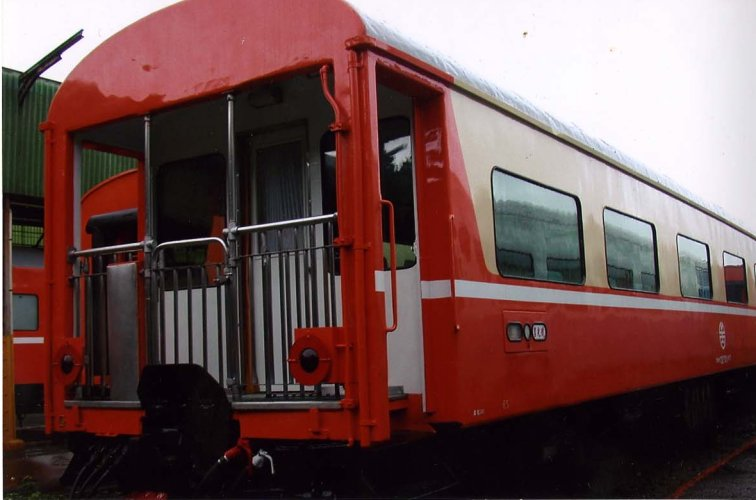
別名為總統客廳車的35PC32701客廳車

台灣鐵路管理局雖備有元首長官座乘專用的3輛總統花車。但因為分別建造於20世紀初與20世紀中期，距今年代久遠，備品零件難尋，整修技術也日漸失傳。因此，該3輛花車並無法隨時維持可擔任花車的性能。加上台灣公路運輸與空運發展迅速與便捷，1970年代以後，台鐵花車實際運轉的機會並不多。台灣元首即使需要搭乘鐵路車輛，也都是以「某某演習」為名，另排專列替代總統花車。
因總統花車幾乎沒有實際運行，中華民國第五任總統嚴家淦任內就曾以35PC32701客廳車充當總統專車；該客廳車為台鐵唯一一台的舊式客廳車，是由早期美援客車改造而成，因車種十分特別，車籍號碼特定編為PC32701（PC是Parlor Car之縮寫）。該車除了嚴家淦搭乘過，1971年以來就都是元首或首長專列的隨從車；1991年12月，第八任總統李登輝總首次搭火車進行環島之旅，該客廳車就掛在SA32820總統花車後面，擔任當時李登輝總統的交誼車廂，也是當時每日定時記者發表會的舉行地點。

## 延伸閱讀
- 《台鐵花車百年史》，洪致文，中華民國鐵道文化協會，2014年9月，ISBN 978-957-99335-5-1

## 外部連結
- 台灣總督的火車 台鐵花車百年傳奇.洪致文
- 台鐵壓箱寶 天皇及總統花車具歷史藝術價值（页面存档备份，存于）.中央社